# 對袁世凱的評價
對袁世凱的評價是關於首任中華民國大總統袁世凱的評價。

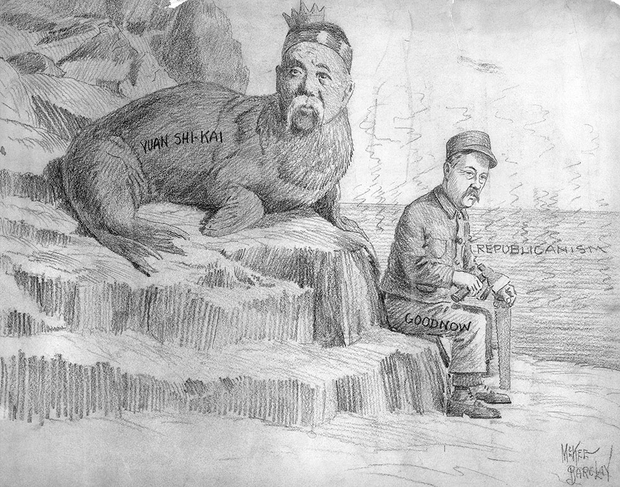
1915年讽刺袁世凯和古德诺的漫画

## 在世评价

### 清末评价
甲午战败后，李鸿章处于政治低谷，对于袁世凯奔走于政敌翁同龢门下而始终耿耿于怀，有一次，袁世凯来拜访这位过气的老领导的时候，李鸿章终于再次爆发并痛斥了袁世凯一顿，据曾国藩的孙女婿、当时入李鸿章幕府的吴永的记载，李鸿章在袁世凯走后，曾对吴永说：“袁世凯你怎么会不知道？这个人真是个小人！他为了巴结翁叔平而来这里做说客，嘴巴里说得天花乱坠，想要欺骗我乞假开缺，一边给翁叔平让出一个协办大学士的位置……哼！我偏不退！当年老师（曾国藩）教我‘挺经’，这次倒可以用上！我就是要和他们挺着，看他们有什么招？我刚才当面训斥袁世凯，就是要免得他再来啰嗦，我在官场摸爬滚打了几十年，什么事情没有见过？我难道还会受这种人的捉弄吗？”
徐凌霄、徐一士兄弟称：“袁氏为人，有术而无学，重利害而轻是非。”
张之洞说：“袁岂仅有术，直多术耳。”
张謇评袁：“刚而无学，专而嗜名。”
辛亥革命期间，革命党人以袁世凯对议和再三反复、停战期违约进攻，骂之为“贼”。1911年11月，宋教仁抨击“袁氏号召私党，抉冀满族，阳假议和之名，阴为添兵之计。其人本不学无术，其品更恶劣可鄙，此间早已断绝。联兵北伐，以一中原，筹之已熟。满存则汉去，汉兴则满亡，万无并立之理。”1912年1月7日，漳州民军司令刘蔚电称：“民主、君主不能并立，袁贼外主议和，内增兵力，老我士气，离间民心。……如今民国已立，清朝已无召集国会之权。唯有北伐，直捣贼巢。”1月10日，谭延闿发表公电，反对议和：“袁贼狡谋。和议万不可恃，无非充彼战备，懈我军心。”1月12日，谭再度致电孙、黄等革命党骨干及各埠报馆：“袁贼议和，无非肆其狡猾狼毒之手段，舞弄民军。……况以袁贼阴险，虏性刁顽，必须决胜疆场，乃可以登同胞于共和幸福之中。……顷得江北蒋都督蒸电及安庆孙都督真电，知袁贼节节进兵，是彼已破坏和局。扬州徐总司令宣布袁贼罪状，的是至言。”广西的陆荣廷、王芝祥也通电表示：“国体已定共和，袁世凯尚欲以会议解决，其狡诈人所共见。无论如何结果，必至于战。”贵州都督赵德全电称：“袁贼狡诈异常。政体交国民会议一节，窥其意，必潜派汉奸运动，达君主立宪目的，苟不如意，再开战端。适接湘电，音[言]常已随唐使到沪运动。袁贼诡谋已露，严立范围，免中袁计。”光复军总司令李燮和上书孙中山，抨击袁氏：“夫袁氏之不足恃，岂待今日而后知之？溯彼一生之历史，不过一反复无常之小人耳。……以神圣庄严之大总统，奉之于袁氏之足下，而袁氏蹴尔而不屑，宁非神州男子之奇辱耶？”1月26日，蔡锷以和谈已无意义，力主整兵开战：“袁世凯欲于北京开议，又欲各省州县皆举代表，无非为狡展播弄之地步，以期战息，懈我军心。”1月29日，晋军军务部长温士全通电：“袁贼远交近攻之策，阳与晋议和，暗调第三镇全部及第六镇混成协，于十月十八日晚猛攻娘子闗。……清军有意违约，袁贼居心奸险。望早日聫师北伐，除彼妖孽。”1月31日，安襄郧荆招讨使季雨霖电称：“袁贼狡诈，别有企图。初次议和，乘隙败约，破我山西，攻我陕西。……勿堕狡谋，民国幸甚。”2月3日，蜀军都督张培爵、夏之时痛言：“袁贼借口议和，阴谋进取，实行远交近攻策，迭次淸兵猛攻秦晋。……袁贼狡和缓兵，以备彼党准备破坏之诡计，逆迹昭彰，万人共睹，和议决无可信之理，我军万不可听该贼诡词。……亟应取销和议，联合各省军队陆续分进，直捣虏廷，擒斩袁贼。”就连时任浙江都督的立宪派汤寿潜也深感袁不可靠：“虽即勉转浙军，限内幸勿衅自我开，心实不能无惑。袁某有英雄资望而乐做奸雄，谲诈以为能，信义素非所尚；狡变以为奇，人言向所不恤；中外共知，无待赘述。”
著名记者邵飘萍总结南北议和，称呼：“帝王思想误尽袁贼一生。议和、停战、退位、迁廷，皆袁贼帝王思想之作用耳。清帝退位，袁贼乃以为达操莽之目的，故南北分立之说，今已隐有所闻矣！……袁贼不死，大乱不止。同胞同胞，岂竟无一杀贼男儿耶？”

### 民國時期评价

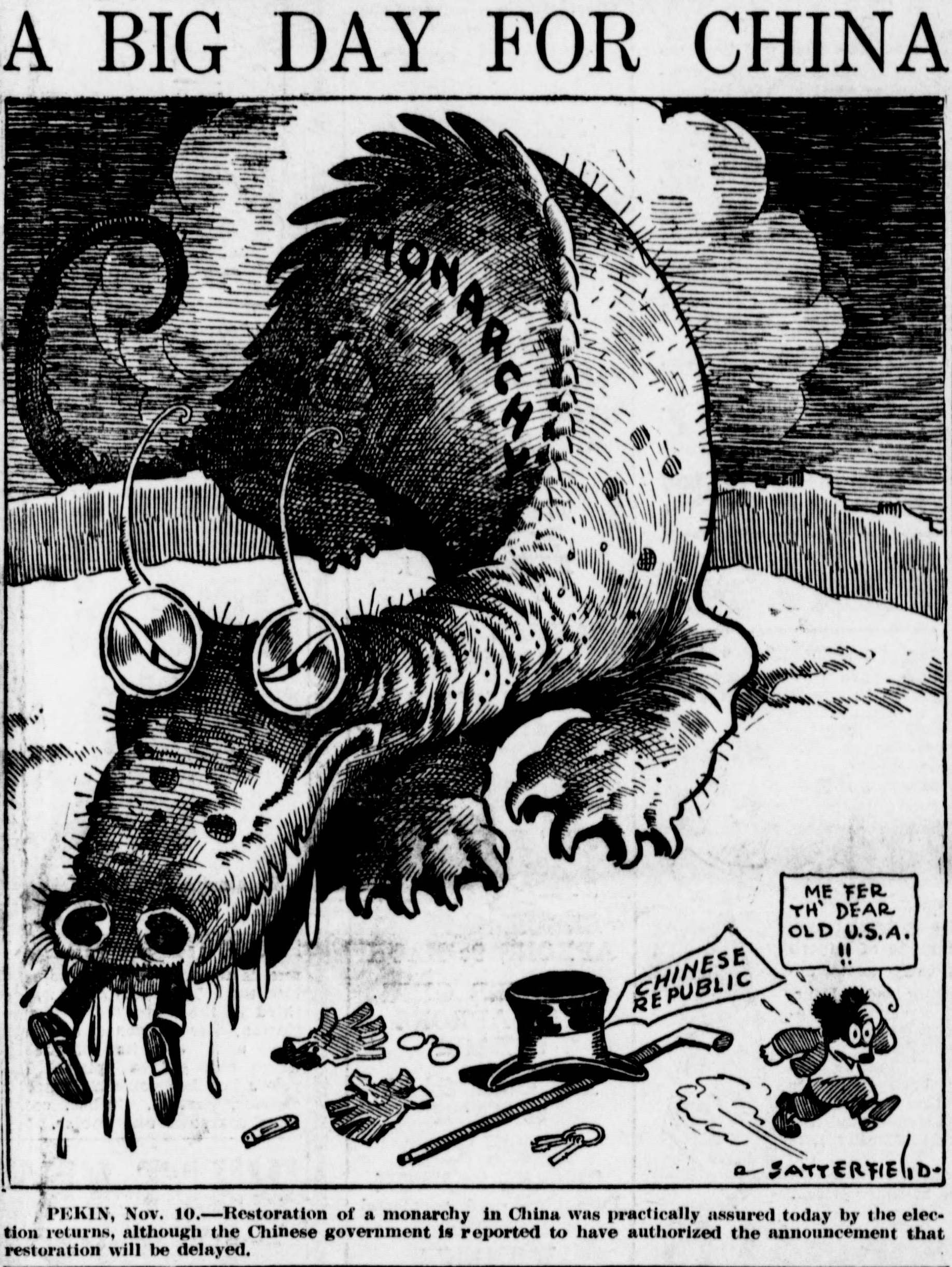
1915年讽刺袁世凯的“国体投票”全票通过的漫画

中华民国政治人物冯自由認為，袁氏是一個投機份子，他认为袁世凯在被光緒帝委以大任卻是投靠慈禧太后后黨。冯自由还认为袁世凯支持南方革命，并逼迫清廷皇帝退位是为了当上民國總統。因此冯自由声称袁世凯是選有利益的一方投靠的投機分子。
严复说，袁世凯的才具，只适合担任旧日帝制之下的督抚，“欲与列强君相抗衡，则太乏科哲知识，太无世界眼光。”
梁启超说：“袁氏自身，原不知人之所以异于禽兽者何在，以为一切人类通性，惟见白刃则战栗，见黄金则膜拜，吾挟此二物以临天下，夫何其不得者。”
黄远生评论袁：“袁总统之为人，意志镇静，能御变故，其一长也。经验丰富，周悉情伪，其长二也。见识闳远，有容纳之量，其长三也。强干奋发，勤于治事，其四长也。拔擢材能，常有破格之举，能尽其死力，其五长也。有此五长，而乃善日少而恶日多者，一由知识之不能与新社会相接，一由公心太少而自扶植势力之意太多。综言之，则新知识与道德之不备而已。故不能利用其长于极善之域，而反以济恶。既自顾手执政权者十余年，天下之大，变故之繁，无不为其牢笼而宰御，则益骄视一切，以为天下事不过如此，于是其手段日以老辣，其执行益以勇往，乃至举中国之人物为供奔走，尽中国国家之所有供其政治演剧之材料。某今敢断言，长此不变以终古。袁总统者，在世界历史上虽永不失为中国怪杰，而在吾民国历史上，终将为亡国之罪魁。”
民初中国实业家王錫彤称袁：「……凡一材一艺，一经甄录，即各以其才之所堪而委以力之所能胜，不求备于一人，亦不望人以分外一事，而成则奖藉不遑，不成则自任其咎，不使人分谤，此其所以群流归仰，天下英雄咸乐为之尽死也。其生平于政治外无嗜好，一切饮食，衣服，绝不讲求。未明求衣，夜深方息，日日惟国计民生是谋，以破烂不堪之民国，至三四年间，天下大势得以粗安，工艺商业，逐渐发达，国库渐丰，民生渐遂，有由来矣。特中国习染之污已不可湔，四围空气，异常恶劣，地位愈高者，左右趋承愈众，献媚希荣之术百出不穷，稍一疏懈，辄为牵动。」
袁的外交秘书顾维钧评价袁世凯，称其：「坚强有魄力，谁一见他也会觉得他是一个野心勃勃、坚决果断、天生的领袖人物……和顽固的保守派相比他似乎相当维新，甚至有些自由主义的思想，但对事物的看法则是旧派人物那一套，他是个实干家，卓越的行政官吏、领袖人物」，但是“袁世凯不懂得共和国是个什么样子，也不知道共和国为什么一定比其它形式的政体优越。他的统治越来越趋向恢复帝制，保持旧的制度，使自己高高在上。他不只是不了解共和国需要什么或民主如何起作用，看来他根本没有实现共和或民主的愿望。”顾维钧评价袁世凯的外交工作称：「此人处理对外关系颇有经验，当他任总统时，实际上同时又是外交总长……袁世凯总统都是幕后的真正谈判者。袁总统在对外关系上是煞费苦心的，对政府所做的一切亲自承担了责任……他是一个老练的政治家，他不仅深知中国积贫积弱，也洞悉日本帝国的扩张政策，他是一个爱国者，即他在处理对外关系中特别是对日关系中唯恐丧失中国的主权」。
1913年初，革命党在日本印行《照妖镜中之袁世凯》，书称：“夫袁世凯果何人哉？特一反覆无常之小人耳。其心术则奸险也，其行为则阴狠也。其所抱目的，除个人权利而外，别无希望。况其才不足以济世，其能力不足以拨乱反正，其政治设施不足以震烁乎古今，炫耀乎当世。使袁氏不得正式总统，则吾国之前途，犹有可望；使袁氏而得正式总统，则吾国之灭亡，可立而待。何则？袁世凯一不学无术、奸险阴狠之小人耳，无斡旋危局之才，无洞察大势之识。世人以大奸大恶目之，不亦重视袁氏乎？观其入仕二十年来历史，除卖君、卖友、卖祖国、卖属邦，献媚上官，结欢外人，以固一己之权利而外，一无所短长也。吾故曰：袁世凯，奸险阴狠之小人也。”5月27日，天津国民书社陈中孚、王茀萱、周幼垣、郑保诚四人，因发行此书，被内务部命令天津警察厅长杨以德，将四人由日租界诱骗至华界逮捕，该书遭查禁。
1913年，白朗发动农民起义，自任中原扶汉军大都督，发布告示：“袁贼世凯，狼子野心，以意思为法律，仍欲帝制自为，摈除贤士，宠任爪牙，以刀锯刺客待有功，以官爵金钱励无耻，库伦割弃而不顾，西藏叛乱而不恤，宗社党隐伏滋蔓，而不思防制铲除，惟日以植党营私，排除异己，离弃兄弟，变更法制，涂饰耳目为事。摧残吾民，盖较满洲尤甚！海内分崩，民不聊生。献媚者乃称为华盛顿，即持论者亦反目为拿破伦，实则吕政、新莽不如其横酷也。”
1913年3月20日，国民党领袖宋教仁遇刺。4月22日，《民立报》发表《袁世凯论》，评价“袁世凯为人之道德如何？吾人未尝闻其道德之事，亦未尝闻其奖励道德之事。”27日，又刊布《数袁世凯十大罪状布告国民》，指“世凯狼子野心，包藏祸谋，乘资畔援，肆行凶逆。狙击勋良，摧挠栋梁，将以倾覆共和，颠危中夏。此实天讨所当政，国法所不宥也。今数其十罪，与我四百兆昆弟共弃之。”同日，徐谦在《民权报》发表名文《布告国民》，号召国民武装反对袁世凯。二次革命失败后，徐谦避居上海。其间，一些基督徒朋友劝其入教，徐谦答：“若你们有个好上帝，就不该容许袁世凯这种人活在世上。若袁世凯马上死去，我必入教。”恰袁世凯称帝不久即死，徐谦便履诺接受圣公会洗礼。
1913年7月，陈其美发表讨袁宣言：“国贼袁世凯，残害忠良，袒护凶犯，捣乱司法之制，提倡暗杀之风，蔑视国会，干涉宪法，诬陷善类，擅捕议员，私借外债，丧失主权，重人民之负担，启各国之干涉。蒙古叛乱，不加一兵。失地丧权，擅缔协约。授各国以利益均沾之口实，陷中国于瓜分豆剐之危机。滥掷金钱，日用多至一千余万。收买议员，国会遂至一事无成。解散各省联合会之民意机关，擅设不经议会通讨之滥竽宫职。约法扫地，奸宄盈庭。”
1914年5月，孙中山发表《讨袁檄文》：“袁背弃前盟，暴行帝制，解散自治会，而闾阎无安民矣；解散国会，而国家无正论矣；滥用公款，谋杀人才，而陷国家于危险之地位矣；假民党狱，而良懦多为无辜矣。有此四者，国无不亡！国亡则民奴，独袁与二三附从之奸，尚可执挺衔璧以保富贵耳。呜呼！吾民何不幸，而委此国家生命于袁氏哉！自袁为总统，野有饿莩，而都下之笙歌不彻；国多忧患，而效[郊]祀之典礼未忘。万户涕泪，一人冠冕，其心尚有“共和”二字存耶？既妄[忘]共和，即称民贼。吾侪昔以大仁大义铸此巨错，又焉敢不犯难，誓死戮此民贼，以拯吾民。”
袁筹划帝制期间，有一名叫崔启勋的警官，心怀愤懑。某日提笔信手在纸条上写道：“匹夫创共和，孙中山不愧中华先觉；总统做皇帝，袁项城真乃民国罪人。”纸条为另一警官捡得，乃投书告密。军政执法处立即将崔某捕去，不几日经袁世凯批准处决。
1915年，袁世凯复辟帝制，景梅九发布檄文声讨袁：“本绍、术之余孽，袭莽、操之故智。谋破五族共和之均势，希图万世一统之帝业。讽令二三奴儒，上劝进表；赂遣各省代表，奉请愿书。藉共和以推翻共和，假民意以摧残民意。称皇称帝，有舰面目；误国误民，全无心肝。”
1915年12月25日，蔡锷在云南发起讨袁护国运动，组织护国军，与唐继尧、李烈钧联名宣布云南独立，檄文称袁：“元首谋逆，蔑弃《约法》，背食誓言，拂逆舆情，自为帝制，率召外侮，警告迭来。”“徒以袁逆，内罔吾民，多欺列国，有兹干涉，既濒危亡。非自今永除帝制，确保共和，则内安外攘，两穷于术。”
1916年1月，康有为发布《讨袁世凯檄》：“国贼袁世凯者，蜂目忍人，豺声乱性，含奸薮慝，蕴毒滔天。”“因武昌之兵起，成总揆之登庸；假立宪之高义，以收军国之全权；借排满之人心，而迫朝廷之禅让。”“始以高位厚禄，笼络革命之英；继即以重兵酷刑，诛锄革命之杰。始以美言多金，诱进步党而排国民党；终则专制横行，散国会而驱逐党人。”“始则累誓保守共和，而铲除专制；继则明布力行专制，而大反共和。始则深恶国会，竟敢废自治而停选举；今则为改帝制，忽而选议员以开大会。”“甚乃自背累誓之共和而称帝矣。于是以一人私篡之奸谋，伪托为举国之民意。民选议员本大公无私，岂知名由官中直指；劝进电文之千篇一律，岂知稿由朝贵拟来。掩耳盗铃，以予知自矜；只手遮天，以愚民为戏。其反覆无良，诈欺弄术，司马昭之心，路人皆知久矣。”
民国政要张一麟评价袁世凯：「其虚怀下士，有不可及者……其不用私人，不有私财，非当世贵人所能望其项背。使遇承平之世，岂非卓卓贤长官哉。」
美国外交官马慕瑞称：「相较於同时代的国民党，袁世凯是一位敏锐，引人注目的外交官。」
日本政治家伊藤博文称：「四亿中国人无出袁世凯之右者。」
北洋總統府大禮官黃開文称：“袁项城大总统志趣不凡，才猷卓越。……项城注重练兵，北洋新军规模宏大。光绪戊申年间，已编有陆军六镇，军容如火如荼，甲于各省。……项城阅览文牍，批答神速。礼官处派人赍呈公文，往往人尚未归，而公文已经批回。案无留牍，可想而知。洪宪一事，原非出于项城本意，卒以左右文武极力怂恿，成为事实。先是项城注意外国报纸，恒恐发言诋訾。逢迎之辈乃伪印日本《顺天时报》，每日进呈，证明赞成，以坚项城之意。嗣有蔡松坡通电反对洪宪，王聘卿乃以真正《顺天时报》进呈。项城始悟每日所阅《顺天时报》皆为赝鼎，追悔异常。盖宵小但知希荣固宠，以致项城身败名裂，洵为千载之遗恨”。然据袁世凯第三女袁静雪在《我的父亲袁世凯》中的回忆，真的《顺天时报》应为袁静雪上呈给袁世凯，黄开文的回忆似有误。
上海美国法院法官雷宾斯·威尔弗雷在得知袁世凯准备称帝后评价称：“我本人认识袁世凯，对他的从政生涯有过深入研究，他是一个正直、而又毫无疑问具有爱国情怀的人。除此之外，我认为他是一个很有能力的人，我认为他的能力和他的爱国抱负成正比。既然他选择走这一步，必然是征求了身边顾问和智囊意见后做出的决定。……要应对日本企图接管中国的野心，在保有主权问题上，恢复帝制可能是最好的解决方法。……造就共和政府绝非一日之功。美国政府的共和模式在中国不是朝夕间就可实现的。袁世凯想要建立君主立宪制国家，目的是想最大限度地获取可以集聚的力量。……袁世凯和加富尔一样，是一个实用主义政治家，他更乐于面对当下的现实，应用现有的政策去满足现实的国情， 而不是聚集全部的力量投入到不切实际的理想中去。如果这种政体的改变能够成功的话，中国就有能力加入协约国，和其他成员国一起，在现有的战争环境下，增大抵抗日本侵略、获取成功的可能性”。

## 後世評價
1916年袁世凯死后，黄兴致函中华革命党本部负责人谢持，将袁世凯称作“极恶之人”，并且认为“大憝虽去，余孽犹存，吾人不于此时并智竭力，为根本上之扫除，遗患将无已时。”
袁世凯晚年复辟帝制，摧残报界，后因帝制失败而亡，国内舆论多有鞭挞。“一般人民心里以为袁氏一死，满天黑云消散，南北可无战事，从此永享和平幸福，皆喜形于色。”香港华人听说袁世凯已死，“欢欣异常，多燃放爆竹”，且有人直言：“吾等得见袁世凯身亡之日即我等再生之期，是以燃爆竹以示欢耳。”《大陆报》则指出：“国民或且以袁氏死于今日，其有益于国家较生前所为者犹大焉”。北京总商会成员拟通电发起全国追悼会，遭到否决。商人普遍认为“袁世凯任职四年，除横征暴敛外，别无恩泽及民”。另有舆论指出，袁世凯“因称帝改元之故”，早已“失其总统资格”，取消帝制后又“不肯决然退位以弥战祸而救生灵”，反对为袁举行国葬，力主国葬“决不当有帝制遗臭夹杂其间”，“致留共和之污点”。更有论者讽刺道，制定袁氏葬礼诸人皆“卑鄙无耻之徒”，所作“禁止民间不得作乐、不得饮酒二十七日”等规定仿效前清“国丧旧例”，既然“照上古旧例，人主亲爱之臣有殉葬者”，主张国葬的人“自可追随项城于地下也”。
《民国日报》连续刊文表态：“第一次革命以妥协终，而满清末造恶政治之流毒仍存在于国内。其继也，爱国的人物排斥渐尽，国家之名誉威信荡然，社会风纪、国民道德扫地，此袁世凯就任总统以来之罪恶也。”二次革命以后，“袁之地位益固，残贼暴历日益加甚，曾几何时，而皇帝之运动起矣。”批判袁世凯目无法律，惯用人治，不脱帝王思想：“袁氏之咎即不守法之咎”，“误认人治可以立国，而务违反法律，以自用其聪明，以致有今日之祸也。”认为袁世凯行政命令皆“以皇帝口吻发出”，“以命令代法律，为袁氏四年来之大罪。乃至弥留之际，而犹以伪令加诸代行职权之人，是真不知法律为何物，而惟以古代帝王之遗诏为轨范也。”指袁世凯为人刚愎自用，“违公意以自恣，拒民口而不顾，劝之而不受，戒之不悔，逐之不去。”声称袁世凯死有余辜：“袁氏不死于民军犂庭扫穴之日，先以一死逃显戮，是则国人之遗憾也。”并刊载汉口革命党人意见：“以袁逆罪恶，宜上断头台，方足以谢国人。今乃病死，太觉便宜。”对于北洋政府将袁世凯以龙袍入殓、全国停课、下半旗致哀等追悼活动，惊呼：“何物败类，敢为倡言追悼！”“国人追念帝祸，当犹未能忘情。然吾料共和底定以后，若辈必又饰词自辩，谓非出其本怀，甚且痛诋袁氏，以附俗彼，固非爱袁逆，爱袁逆之为帝耳。袁死而犹效愚忠，则转失其翻覆无耻之本相矣。”指出：“袁世凯死矣，拥袁者尚存也；袁世凯死矣，所破坏之国民道德未恢复也，袁所扰乱之社会秩序未恢复也，袁所破坏之一切法律未恢复也；袁世凯死矣，党袁以破坏民国之罪人未除也。”“若死一袁氏，而无数袁氏乘机窃政，与我改良政治之意志相反，是袁氏虽死，与未死等耳。”因此，“袁世凯虽死，不过于民军扫除积秽上减少一有力之抵抗，民军讨伐之责，今尚未毕，仍当猛烈进行。”
中共学者、甘肃社科院研究员张永东，为世人不解袁世凯称帝而痛心疾首，他说：“袁世凯的这个改朝换代没花任何代价，他只不过就是议会里的人，通过请求的办法，让袁世凯来改制，这个有什么错呢？咱们大家都知道称帝只有在暴力的条件下才叫称帝，如果不在暴力的条件下不叫称帝。”“袁世凯的共和改制，主要是为了避免中国出现争总统这个问题。当时想当总统的人太多了，孙中山想当总统，广东的胡汉民都想当总统。当时有两个大学问家，一个叫杨度，咱们现在知道，还有美国的一个人，他是美国政治学会的会长、哥伦比亚大学的教授，他就给袁世凯讲，你现在这个办法，搞一个固定的，大家都不争，这样的话国家就平稳地过渡。其实袁世凯当时也出于好心。”“避免国内出现战争，这是当时袁世凯最大的想法，我觉得袁世凯在这方面做的牺牲太大了。”
严家祺将袁世凯和习近平并排，指出终身制反而会导致战争：“在共和政体下，国家首脑的任期有严格的限制。如果他不称职，可以通过投票撤换，而国王只能通过武力撤换。一旦人民苦难的呼声被国王封闭起来，人民只能通过暴力的道路来表达自己的要求。”
《中国周刊》副总编陈远，指出袁世凯称帝有强大的民意基础，尽管“从理念上来说，它确实是一个历史的倒退。但是做历史研究，一方面是理念，再一方面，应该回到历史的具体情境来讲。当时从民众这个基础来看，有很多电视剧里其实有体现，可能有很多史家不太注意这一点。当时清王朝退位以后，老百姓有很多都是说，我不知道怎么过，没有皇帝我怎么过日子，这是一个很强大的民众基础。”河南人、安阳师范学院教授端木赐香补充道：“你不要认为老百姓不接受皇帝。不接受皇帝的就是国民党，你也不要认为国民党有多高尚或者维新派有多高尚。”安阳师范学院历史系博士研究生许小政评价说：“当时的政策，不是袁世凯一个人的主意。而是时代精英集体智慧的结晶，得到了袁世凯的认可和支持。”
Newtalk新闻作者陳重生撰文称，1915年“依參政院起草的《國民代表大會組織法》，由全國選出的國民代表共計1993人，於12月11日就國體變更問題投票。結果以1993票全票贊成，無一人反對下，通過君主立憲制。”然而，百分之百的支持率反而说明，支持共和的声音遭到禁止，稱帝不具多少民意基礎。并引用新闻加以说明：“習近平當選沒有任期限制的國家主席得票率，與當年袁世凱稱帝前在國民代表大會的國體變更問題投票其贊成票得票率，同樣都是‘100趴’圓滿通過。可是，在真正民主的國家，無論是總統制或內閣制中，都不可能出現如此‘完美’的投票結果。”
國立政治大學東亞研究所博士張宇韶认为，中共為弱化國民黨歷史角色、修正国民党史观，有意美化袁世凯，使竊國大盜變英雄，只因为“這個角色投射當下習近平的形象，威權強壓共和，強人取代哲人，中國夢的民族主義更勝天下為公的民主思想。”
《谁是新中国》作者辛灏年说，“把辛亥革命成果的阴险篡夺者，使辛亥革命遭遇了巨大挫折，特别是一手制造了辛亥之后巨大历史混乱的袁世凯，说成是‘才造就了辛亥革命成功’的伟人，更有一些朋友，甚至在海内外公开宣扬说：‘没有袁世凯，哪有辛亥革命的成功’。说这些话的朋友们，最大的问题在哪里？就在他们忘记了一些起码的历史常识，那就是武昌起义爆发后，清廷就派袁世凯，袁世凯就派他的北洋军队去扑灭武昌起义，去专打武昌起义的革命军，著名的‘阳夏之战’，就是历史的明证。”为袁世凯翻案是中共压制革命思潮的一个手段，御用学者“他们要提醒中共，现在的主要任务是防止革命。而要防止革命，就必须防止孙中山革命思想的复兴。”

## 外部連結
https://web.archive.org/web/20160411195200/http://21ccom.net/articles/lsjd/lsjj/article_2011031331531.html

## 关联条目
- 袁世凯
  - 甲申政变
  - 小站练兵
  - 袁世凯内阁
  - 清帝退位
  - 中华民国临时政府 (1912–1913)
  - 洪宪帝制
- 慈禧太后、光绪帝、曾国藩、李鸿章、康有为
- 宋教仁遇刺悬案
- 对孙中山的评价